# 114 (liczba)
114 (sto czternaście) – liczba naturalna następująca po 113 i poprzedzająca 115.

## W matematyce
- 114 jest liczbą Harshada[1]
- 114 jest liczbą Ulama[2]
- 114 jest liczbą sposobów na jaki można pokolorować ściany sześcianu przy użyciu 3 różnych kolorów
- 114 jest palindromem liczbowym, czyli może być czytana w obu kierunkach, w pozycyjnym systemie liczbowym o bazie 5 (424) oraz bazie 7 (222)
- 114 należy do czterech trójek pitagorejskich (114, 152, 190), (114, 352, 370), (114, 1080, 1086), (114, 3248, 3250).

## W nauce
- liczba atomowa flerowu (Fl)
- galaktyka NGC 114
- planetoida (114) Kassandra
- kometa krótkookresowa 114P/Wiseman-Skiff

## W kalendarzu
114. dniem w roku jest 24 kwietnia (w latach przestępnych jest to 23 kwietnia). Zobacz też co wydarzyło się w roku 114, oraz w roku 114 p.n.e.